# Zespół Przyrodniczo-Krajobrazowy „Źródła Neru”
Zespół Przyrodniczo-Krajobrazowy „Źródła Neru” – jeden z obszarów chronionej przyrody w granicach administracyjnych miasta Łodzi, utworzony w 2010 roku. „Źródła Neru” zajmują powierzchnię około 134 ha. Obejmują ochroną walory krajobrazowe obszaru źródłowego rzeki Ner wraz z fragmentem doliny rzeki.
Źródła Neru obejmują obszar źródłowy rzeki – wysięki wodne w pobliżu ulicy Gminnej, suche koryto rzeczne na wysokości ulicy Ziemiańskiej, a następnie prowadzące wodę w pobliży ulicy Kolumny, zachowując charakter zbliżony do naturalnego. Obszar obejmuje m.in. szuwary, łąki, ziołorośla urozmaicone zadrzewieniami i lasami. Występują na nim m.in.: szuwar mozgowy, szuwar trzcinowy, szuwar szerokopałkowy, turzyca zaostrzona, turzyca dzióbkowata, wiązówka błotna, bodziszek błotny, a także lasy olszowe, składające się z olsu porzeczkowego.